# Wold Newton (Lincolnshire)
Pour les articles homonymes, voir Wold Newton (homonymie).
Wold Newton est une paroisse civile et un village du Lincolnshire, en Angleterre.